# نطريقاوات
النطريقاوات (الاسم العلمي: Natricinae) هي أسرة من الزواحف تتبع الفصيلة الأحناش من رتبة الحرشفيات.

## أجناس النطريقاوات
- النطريق
- الغرطر